# Psychoneuroimmunologie
Die Psychoneuroimmunologie (PNI) oder Psychoimmunologie ist ein interdisziplinäres Forschungsgebiet, das sich mit der Wechselwirkung der Psyche, des Nervensystems und des Immunsystems beschäftigt. Ein Nachbargebiet ist die Psychoneuroendokrinologie, das außerdem die Wechselwirkungen des Hormonsystems mit einbezieht.
Das Forschungsgebiet wurde etabliert, nachdem der amerikanische Psychologe Robert Ader 1974 experimentell nachwies, dass das Immunsystem mit dem zentralen Nervensystem zusammenarbeitet und lernen kann. Seitdem ist es zu einem der bedeutendsten Gebiete moderner medizinischer Forschung geworden.
Eine Grundlage ist die Erkenntnis, dass Botenstoffe des Nervensystems auf das Immunsystem und Botenstoffe des Immunsystems auf das Nervensystem wirken. Schnittstellen der Regelkreise sind das Gehirn mit der Hirnanhangdrüse, die Nebennieren und die Immunzellen. Beispielsweise besitzen Neuropeptide die Eigenschaft, an Immunzellen anzudocken und z. B. sowohl die Geschwindigkeit als auch die Bewegungsrichtung von Makrophagen zu beeinflussen.
Durch diese Grundlage werden Erklärungen möglich, warum psychologische und psychotherapeutische Prozesse sich nachweisbar auf körperliche Funktionen auswirken (Psychosomatik). Im Mittelpunkt steht die Wirkung der Psyche auf das Immunsystem, z. B. warum Stress Immunfaktoren negativ beeinflussen kann.

## Geschichte
Erste Hinweise auf psychoneuroimmunologische Wechselwirkungen wurden bereits 1878 von Louis Pasteur vermutet. Er stellte fest, dass Hühner unter Stressbelastung eine höhere Infektionsanfälligkeit aufweisen.
Im Jahr 1957 wies Rasmussen nach, dass Stress bei Mäusen die Anfälligkeit für Infektionen mit Herpes simplex erhöht.
1975 entdeckte der US-amerikanische Psychologe Robert Ader zusammen mit dem Immunologen Nicholas Cohen von der University of Rochester (US-Bundesstaat New York) die klassisch-konditionierte immunsuppressive Wirkung von Cyclophosphamid. Ihre Arbeit kann als die Geburtsstunde der PNI angesehen werden. Etwa zur gleichen Zeit berichteten Hugo Besedovsky, Adriana del Rey und Ernst Sorkin multidirektionale Interaktionen zwischen Immun-, Nerven- und endokrinem System und zeigten, dass nicht nur das Gehirn Immunprozesse steuert, sondern auch umgekehrt Immunreaktionen neuroendokrine Mechanismen beeinflussen können. Sie identifizierten auch Immunzellenprodukte, später Zytokine genannt, die Kommunikation zwischen Immunsystem und Gehirn vermitteln.
In den 1980er Jahren wurden die meisten der am Immunsystem beteiligten Zellen erstmals beschrieben. Die Kenntnis über die Kommunikation der Immunzellen untereinander sowie die Steuerung und Regulierung der Immunantwort legte die Basis dafür, dass auch neurologische Steuerungsmechanismen des Immunsystems genauer erforscht werden konnten.
Bis heute gibt es jedoch noch eine Fülle von Funktionen und Interaktionen bei den Immunzellen, die noch nicht vollständig erforscht sind. Insofern befindet sich auch die PNI noch im Stadium der Grundlagenforschung.

## Abhängigkeiten der Immunzellen von der Psyche
Nachgewiesen ist das Absinken der Konzentration von sekretorischem Immunglobulin A im Speichel und die vermehrte Ausschüttung von Glukokortikoiden (wirken als Immunsuppressiva) bei chronischem Stress. Kortikosteroide hemmen die Zytokin-Produktion, mindern die Reaktivität von T- und B-Lymphozyten und die Aktivität der natürlichen Killerzellen.
Durch die verschlechterten Immunfaktoren steigt die Infektionshäufigkeit, und es kann die Entstehung bzw. Verschlechterung von Krankheiten begünstigt werden. Dies wird als „Open-Window-Phänomen“ bezeichnet, d. h. ein geschwächtes Immunsystem kann Krankheitserreger nicht mehr ausreichend beseitigen.

## Negative psychische Einflussfaktoren auf die Immunabwehr

### Stress
Klinische und experimentelle Befunde zeigen, dass die Auswirkungen von Stress auf das Immunsystem sehr unterschiedlich sind. Das liegt daran, dass es unterschiedliche Arten von Stress gibt und diese zudem auch unterschiedlich wahrgenommen werden.
Folgende Eigenschaften der Stressoren müssen unterschieden werden:
- Dauer (wenige Minuten bis zu lange anhaltenden oder chronischen Belastungen)
- zeitlich zurückliegende Stressoren, die Traumata hinterlassen haben
- das subjektive Empfinden des Stressors als Herausforderung oder als bedrohliche und überfordernde Situation

Verschiedene Experimente zeigen übereinstimmend, dass akuter Stress die Aktivität des unspezifischen, angeborenen Immunsystems steigert. Es kann innerhalb weniger Minuten heraufgefahren werden und daher viel schneller reagieren als das adaptive Immunsystem. Außerdem verbraucht das angeborene Immunsystem weniger Energie. Evolutionsbiologisch mag diese Reaktion von Vorteil gewesen sein, da in gefährlichen Situationen, in denen Kampf oder Flucht erforderlich waren, kleinere Verletzungen und dadurch Kontakt mit Pathogenen häufiger vorkamen. Eine erhöhte Einsatzbereitschaft des unspezifischen Immunsystems wäre für solche Situationen ein besserer Schutz.
Bei chronischen Stressoren wurden sowohl bei dem angeborenen als auch bei dem adaptiven Immunsystem sowohl eine allgemeine Immunsuppression als auch Fehlfunktionen beobachtet.

### Depression
Verschiedene Studien haben nachgewiesen, dass Depressionen mit Veränderungen der Immunfunktionen einhergehen. Die Auswirkungen sind jedoch sehr vielfältig und ergeben nach dem aktuellen Stand der Forschung noch kein einheitliches Bild. Übereinstimmend wird festgestellt, dass die Aktivität der NK-Zellen verringert wird. Dadurch ist ein wesentlicher Pfeiler des Immunsystems geschwächt. Nach einer Einnahme von Antidepressiva steigt die Aktivität der NK-Zellen wieder an.

### Angst
Bei Patienten mit Angststörungen wurden bisher unterschiedliche Auswirkungen auf das Immunsystem nachgewiesen. Übereinstimmend wurde eine Verringerung der Lymphozyten-Produktion beobachtet. Hier sind noch weitere Forschungen erforderlich, um eine genauere Zuordnung der funktionalen Veränderungen der Immunabwehr zu den psychischen Auswirkungen der Ängste zu ermöglichen.

## Positive psychische Einflussfaktoren auf die Immunabwehr
Die Persönlichkeitseigenschaften, die ein angenehmes Lebensgefühl verbreiten, korrelieren mit einer besseren Funktionsfähigkeit des Immunsystems.

### Optimismus
Menschen mit einer optimistischen Lebenseinstellung gehen davon aus, dass alles ein gutes Ende finden wird.
Verschiedene Studien konnten zeigen, dass Optimismus die Funktionen des Immunsystems verstärkt und die negativen Auswirkungen von Ängsten abmildert.
In mehreren Studien wurde nachgewiesen, dass Optimismus mit einem langsameren Krankheitsverlauf bei HIV-positiven Patienten einhergeht. Umgekehrt wurde bei Patienten, die sich selbst aufgegeben haben, eine schnellere Verschlechterung des Gesamtzustandes beobachtet. Langzeituntersuchungen an HIV-positiven Patienten zeigten, dass z. B. die NK-Zellen eine höhere Toxizität und eine höhere Aktivität aufweisen.

### Selbstwert
Unter Selbstwert versteht man den Eindruck oder die Bewertung, die man von sich selbst hat.
In einer Studie konnte nachgewiesen werden, dass nach einer Röteln-Infektion die Anzahl der Antikörper mit einem höheren Selbstwert der Patienten korreliert.

### Selbstwirksamkeit
Als Selbstwirksamkeit bezeichnet man den Glauben, aufgrund eigener Kompetenzen gewünschte Handlungen erfolgreich selbst ausführen zu können. Es gibt Gemeinsamkeiten zum Optimismus, der ganz allgemein an ein gutes Ende aller Dinge glaubt. Bei der Selbstwirksamkeit liegt der Schwerpunkt jedoch auf dem Glauben an die eigene Fähigkeit, das gute Ende herbeiführen zu können.
Untersuchungen liegen hier ebenfalls aus dem Bereich der HIV-Forschung vor. Es wurde nachgewiesen, dass Patienten mit einer hohen Selbstwirksamkeit eine geringere Konzentration von Viren im Blut, eine weniger häufige Ausprägung der AIDS-Symptome und eine geringere Sterblichkeitsrate aufweisen.

### Soziale Bindungen
Die Bindungstheorie geht davon aus, dass Menschen ein angeborenes Bedürfnis haben, enge und von intensiven Gefühlen geprägte Beziehungen zu Mitmenschen aufzubauen. Das Erleben sozialer Unterstützung gibt Anerkennung, Identität, Zugehörigkeit und Sicherheit.
Durch mehrere Studien wurde nachgewiesen, dass die soziale Unterstützung durch Freunde und Familie korreliert mit einer hohen Anzahl von NK-Zellen sowie einem guten Gleichgewicht diverser am Immunsystem beteiligten Zellen. In psychisch belastenden Situationen wirken sich gute soziale Beziehungen stimulierend auf die erworbene Immunität aus.
Versuchspersonen, die mit Erkältungsviren in Kontakt gebracht wurden, erkrankten mit einer geringeren Wahrscheinlichkeit an einer Erkältung, wenn sie über eine größere soziale Aufgeschlossenheit verfügten.

### Positive Gefühle
Gefühle der Dankbarkeit, der Fröhlichkeit, der Begeisterung und des Stolzes haben nicht nur Auswirkungen auf schnellere Heilungserfolge nach Verletzungen oder Operationen, sondern auch auf die Effektivität und Regulierung des Immunsystems. Bei HIV-infizierten Männern konnte eine geringere Sterblichkeitsrate nachgewiesen werden. Allgemein wurde eine höhere Resistenz gegen Rhinoviren, die Erreger von Schnupfen und Erkältung festgestellt.
Wenn negative Gefühle vorherrschend sind, so zeigt sich eine Tendenz zu einem Verlust der Balance im Immunsystem an verschiedenen Stellen. Die Folge ist, dass das gesamte System nicht mehr so effektiv arbeiten kann und demzufolge Infektionen nicht so schnell erkannt und bekämpft werden können.
Schon das Anschauen eines lustigen Videos bewirkt einen Anstieg der Anzahl diverser am Immunsystem beteiligten Zellen.

### Emotionen-Vielfalt
Jüngere Forschungsergebnisse legen nahe, dass die Fähigkeit, die eigenen Emotionen differenziert wahrzunehmen, einen positiven Einfluss auf die Gesundheit und das Immunsystem hat. In den Blutproben von Personen, die über das Erleben vielfältiger Emotionen in ihrem Alltag berichteten, wurden weniger Biomarker gefunden, die auf entzündliche Zustände in deren Körper hinweisen – unabhängig davon, ob angenehme oder unangenehme Gefühle überwogen.
Es wird vermutet, dass Menschen mit einer höheren Fähigkeit der emotionalen Selbstwahrnehmung besser in der Lage sind, ihre Gefühle zu regulieren und das eigene Verhalten an die Herausforderungen des Alltags anzupassen.